# Список замків Білорусі
За́мки Білору́сі — оборонні споруди, збудовані на території сучасної Білорусі у XIII-XVII століттях.
| Зображення | Назва                            | Місце                | Область      | Дата будівництва | Відомості            |
| ---------- | -------------------------------- | -------------------- | ------------ | ---------------- | -------------------- |
|            | Березовецький замок              | Березовець           | Гродненська  |                  | городище             |
|            | Бихівський замок                 | Бихів                | Могильовська |                  | руїни                |
|            | Бобруйський замок                | Бобруйськ            | Могильовська |                  | не зберігся          |
|            | Борисовський замок               | Борисов              | Мінська      |                  | руїни                |
|            | Борколабівський замок            | Борколабово          | Могильовська |                  | не зберігся          |
|            | Брагінський замок                | Брагін               | Гомельська   |                  | не зберігся          |
|            | Браславський замок               | Браслав              | Вітебська    |                  | замчище              |
|            | Берестейський замок              | Берестя              | Берестейська |                  | не зберігся          |
|            | Високовський замок               | Високе               | Берестейська |                  | руїни                |
|            | Вищинський замок                 | Вищин                | Гомельська   |                  | замчище              |
|            | Вітебський замок                 | Вітебськ             | Вітебська    |                  | не зберігся          |
|            | Волковиський замок               | Волковиськ           | Гродненська  |                  | не зберігся          |
|            | Воронецький замок                | Вороничі             | Вітебська    |                  | городище             |
|            | Гераньонський замок              | Гераньони            | Гродненська  |                  | руїни                |
|            | Глибоцький замок                 | Глибоке              | Вітебська    |                  | не зберігся          |
|            | Глуський замок                   | Глуськ               | Могильовська |                  | не зберігся          |
|            | Головчинський замок              | Головчин             | Могильовська |                  | замчище              |
|            | Гольшанський замок               | Гольшани             | Гродненська  |                  | руїни                |
|            | Гомельський замок                | Гомель               | Гомельська   |                  | не зберігся          |
|            | Гомльський замок                 | Гомля                | Вітебська    |                  | не зберігся          |
|            | Горвальський замок               | Горваль              | Гомельська   |                  | не зберігся          |
|            | Городоцький замок                | Городок              | Вітебська    |                  | замчище              |
|            | Горський замок                   | Гори Великі          | Могильовська |                  | не зберігся          |
|            | Гродненський замок Вітовта       | Гродно               | Гродненська  |                  | руїни                |
|            | Гродненський Новий замок         | Гродно               | Гродненська  |                  | у доброму стані      |
|            | Гродненський Старий замок        | Гродно               | Гродненська  |                  | у доброму стані      |
|            | Давид-Городоцький замок          | Давид-Городок        | Берестейська |                  | не зберігся          |
|            | Дісненський замок                | Дісна                | Вітебська    |                  | замчище              |
|            | Дрисвятський замок               | Дрисвяти             | Вітебська    |                  | замчище              |
|            | Дрисенський замок                | Верхньодвінськ       | Вітебська    |                  | не зберігся          |
|            | Друйський замок                  | Друя                 | Вітебська    |                  | не зберігся          |
|            | Друцький замок                   | Друцьк               | Вітебська    |                  | не зберігся          |
|            | Дубровенський замок              | Дубровно             | Вітебська    |                  | не зберігся          |
|            | Дятловський замок                | Дятлово              | Гродненська  |                  | не зберігся          |
|            | Єзерищенський замок              | Єзерище              | Вітебська    |                  | замчище              |
|            | Жаберський замок                 | Жабер                | Берестейська |                  | не зберігся          |
|            | Жлобинський замок                | Жлобин               | Гомельська   |                  | не зберігся          |
|            | Замок Вишневецьких               | Тельман              | Гомельська   |                  | не зберігся          |
|            | Замок Вята                       | Вята                 | Вітебська    |                  | не зберігся          |
|            | Запрудський замок                | Запруди              | Берестейська |                  | не зберігся          |
|            | Заславльський замок              | Заславль             | Мінська      |                  | замчище              |
|            | Іказненський замок               | Іказнь               | Вітебська    |                  | замчище              |
|            | Каменський замок                 | Камень               | Мінська      |                  | замчище              |
|            | Кам'янецька вежа                 | Кам'янець            | Берестейська |                  | збереглася лише вежа |
|            | Каролінський замок               | Пінськ               | Берестейська |                  | не зберігся          |
|            | Клецький замок                   | Клецьк               | Мінська      |                  | не зберігся          |
|            | Кобринські замки                 | Кобринь              | Берестейська |                  | не зберігся          |
|            | Койданівський замок              | Дзержинськ           | Мінська      |                  | не зберігся          |
|            | Копильський замок                | Копиль               | Мінська      |                  | не зберігся          |
|            | Кописький замок                  | Копись               | Вітебська    |                  | не зберігся          |
|            | Косовський замок                 | Косово               | Берестейська |                  | у доброму стані      |
|            | Косоржевський замок              | Валь                 | Вітебська    |                  | не зберігся          |
|            | Фортеця Козьяни                  | Козьяни              | Вітебська    |                  | не зберігся          |
|            | Фортеця Красна                   | Красне               | Вітебська    |                  | не зберігся          |
|            | Кревський замок                  | Крево                | Гродненська  |                  | руїни                |
|            | Кривлянський замок               | Кривляни             | Берестейська |                  | не зберігся          |
|            | Кричевський замок                | Кричев               | Могильовська |                  | не зберігся          |
|            | Лепельський замок                | Лепель               | Вітебська    |                  | не зберігся          |
|            | Лисковський замок                | Лисково              | Берестейська |                  | не зберігся          |
|            | Лідський замок                   | Ліда                 | Гродненська  |                  | у доброму стані      |
|            | Логойський замок                 | Логойськ             | Мінська      |                  | не зберігся          |
|            | Лоєвський замок                  | Лоєв                 | Гомельська   |                  | не зберігся          |
|            | Лоський замок                    | Лоськ                | Мінська      |                  | не зберігся          |
|            | Лукомльський замок               | Лукомль              | Вітебська    |                  | городище             |
|            | Любчанський замок                | Любча                | Гродненська  |                  | зберігся частково    |
|            | Ляховицький замок                | Ляховичі             | Берестейська |                  | городище             |
|            | Милоградський замок              | Милоград             | Гомельська   |                  | городище             |
|            | Мінський замок                   | Мінськ               | Мінська      |                  | не зберігся          |
|            | Мірський замок                   | Мір                  | Гродненська  |                  | у доброму стані      |
|            | Могильовський замок              | Могильов             | Могильовська |                  | не зберігся          |
|            | Могильнянський замок             | Могильно             | Мінська      |                  | не зберігся          |
|            | Мозирський замок                 | Мозир                | Гомельська   |                  | не зберігся          |
|            | Молодечненський замок            | Молодечно            | Мінська      |                  | городище             |
|            | Мстибовський замок               | Мстибово             | Гродненська  |                  | замчище              |
|            | Мстиславльський замок            | Мстиславль           | Могильовська |                  | не зберігся          |
|            | Мишський замок                   | Стара Миш            | Берестейська |                  | не зберігся          |
|            | Мядельський замок                | Мядель               | Мінська      |                  | замчище              |
|            | Фортеця Нещерда                  | Нещердо              | Вітебська    |                  | не зберігся          |
|            | Несвізький замок                 | Несвіж               | Мінська      |                  | у доброму стані      |
|            | Новогрудський замок              | Новогрудок           | Гродненська  |                  | руїни                |
|            | Оршанський замок                 | Орша                 | Вітебська    |                  | не зберігся          |
|            | Острошицький замок               | Острошицький Городок | Мінська      |                  | не зберігся          |
|            | Петриковський замок              | Петриков             | Гомельська   |                  | не зберігся          |
|            | Пищаловський замок               | Мінськ               | Мінська      |                  | у доброму стані      |
|            | Пінський замок                   | Пінськ               | Берестейська |                  | не зберігся          |
|            | Полоцький Верхній замок          | Полоцьк              | Вітебська    |                  | замчище              |
|            | Полоцький Нижній замок           | Полоцьк              | Вітебська    |                  | замчище              |
|            | Пропойський замок                | Славгород            | Могильовська |                  | замчище              |
|            | Радомльський замок               | Радомля              | Могильовська |                  | не зберігся          |
|            | Радошковицький замок             | Радошковичі          | Мінська      |                  | не зберігся          |
|            | Радунський замок                 | Радунь               | Гродненська  |                  | не зберігся          |
|            | Раковський замок                 | Раков                | Мінська      |                  | городище             |
|            | Річицький замок                  | Річиця               | Гомельська   |                  | не зберігся          |
|            | Рогачовський замок               | Рогачов              | Гомельська   |                  | замчище              |
|            | Ружанський палац                 | Ружани               | Берестейська |                  | руїни                |
|            | Сверженський замок               | Свержень             | Мінська      |                  | не зберігся          |
|            | Свірський замок                  | Свир                 | Мінська      |                  | не зберігся          |
|            | Свіслоцький замок                | Свіслоч              | Могильовська |                  | не зберігся          |
|            | Семківський замок                | Семків Городок       | Мінська      |                  | не зберігся          |
|            | Фортеця Ситно                    | Ситно                | Вітебська    |                  | не зберігся          |
|            | Слонімський замок                | Слонім               | Гродненська  |                  | не зберігся          |
|            | Слуцький замок                   | Слуцьк               | Мінська      |                  | замчище              |
|            | Смолянський замок (Білий Ковель) | Смоляни              | Вітебська    |                  | руїни                |
|            | Фортеця Сокол                    | Соколище             | Вітебська    |                  | замчище              |
|            | Стрешинський замок               | Стрешин              | Гомельська   |                  | не зберігся          |
|            | Суразький замок                  | Сураж                | Вітебська    |                  | не зберігся          |
|            | Фортеця Суша                     | Суша                 | Вітебська    |                  | замчище              |
|            | Фортеця Туровля                  | Туровля              | Вітебська    |                  | замчище              |
|            | Турівський замок                 | Турів                | Гомельська   |                  | руїни                |
|            | Улльський замок                  | Улла                 | Вітебська    |                  | не зберігся          |
|            | Хойницький замок                 | Хойники              | Гомельська   |                  | не зберігся          |
|            | Чашницький замок                 | Чашники              | Вітебська    |                  | не зберігся          |
|            | Чечерський замок                 | Чечерськ             | Гомельська   |                  | не зберігся          |
|            | Шкловський замок                 | Рижковичі            | Могильовська |                  | не зберігся          |